# Београдска камеја
Камеја из Кусатка или Београдска камеја (од сардоникса) је експонат који се налази у Народном музеју у Београду, димензија 15x19x2,5cm, датован у 4. век. Поред портрета Константина Великог, убраја се међу најрепрезентативније експонате касноантичке и рановизантијске збирке музеја (из 4. и 6. века), рађена у техници резања, брушења и полирања вишеслојног сардоникса.
Камеја је откривена у насељу Кусадак, у општини Смедеревска Паланка и вероватно је направљена између 325. и 330. године.
Очуван је фрагмент троугластог облика. Приказан је тријумф императора на коњу, са дијадемом на глави и копљем у руци, одевен у тунику, са плаштом, и кратким чизмама на ногама који гази покорене варваре, за које се претпоставља да су Германи. Елементи који су представљени на камеји налазе се и на сценама борбе на саркофагу Хелене, мајке Константина Великог (306 - 337.). Претпоставља се да су саркофаг и камеја настали у истом периоду, што говори да је као император највероватније приказан Константин Велики.